# 魯堅卡 (日托米爾州)
50°9′52″N 28°20′8″E / 50.16444°N 28.33556°E
魯堅卡（烏克蘭語：Руденька），是烏克蘭北部的村莊，隸屬日托米爾州的日托米爾區。該村處於格利博喬克河畔，面積0.214平方公里，海拔高度213米，2001年人口37。